# Rhipidocyrtus muiri
Rhipidocyrtus muiri – gatunek chrząszcza z rodziny wachlarzykowatych (Ripiphoridae). Gatunek opisany został w 2014 roku na podstawie jedynego znanego okazu dorosłego samca, zebranego w górach Borneo Zachodniego 107 lat wcześniej przez Fredricka A.G. Muira.
Holotyp został zebrany przez Muira podczas jego podróży na Borneo w lecie 1907 roku. Badacz wysłał okaz do specjalizującego się w pasożytniczych owadach Williama D. Pierce′a w USDA w Waszyngtonie. Po tym jak Pierce opuścił USDA Muir poprosił Herberta S. Barbera o opracowanie znaleziska. Barber rozpreparował i oznaczył chrząszcza, nadając mu roboczą nazwę, ale z nieznanych powodów nigdy nie opublikował opisu gatunku. Prawdopodobnie w latach 50., po śmierci Barbera, szkiełka z wypreparowanymi częściami owada znalazły się omyłkowo w kolekcji wachlarzoskrzydłych, a umocowany na szpilce tułów i głowa pozostały w kolekcji wachlarzykowatych, obie przechowywane w Muzeum Historii Naturalnej w Waszyngtonie (USNM). W latach 80. wachlarzykowate zostały wypożyczone przez Johna K. Bousemana do Illinois Natural History Survey, a stamtąd przez pracującego nad doktoratem Zachary′ego Falina do University of Kansas. Z powodu niekompletności okazu i złego stanu zachowania przez kolejne kilkanaście lat owad pozostał nieprzebadany. Przypadkowo, w 2011 roku Falin spotkał w USNM Jeyaraney Kathirithamby, która pracując nad kolekcją wachlarzoskrzydłych odkryła w niej omyłkowo umieszczone preparaty z brakującymi częściami holotypu R. muiri. Falin zorientował się, że należą do tego samego okazu co niekompletny chrząszcz przechowywany w Kansas i po trzech latach wspólnie z Michaelem S. Engelem przedstawił opis gatunku.
Rhipidiocyrtus jest największym znanym przedstawicielem plemienia Ripidiini. Ma niezrośnięte, dwuczłonowe głaszczki szczękowe, 11-członowe czułki, tarczka (mesoscutellum) jest obecna, ale słabo wykształcona. Liczba tarsomerów: 5-5-4. Wyróżnia się ukształtowaniem zaplecza (metanotum): metascutellum zwęża się w kierunku przednim, kończąc się przy przedniej krawędzi metanotum pojedynczym pośrodkowym rowkiem.